# Campaña Circular
La Primera Campaña Orental fue una campaña militar que tuvo lugar entre principios de mayo y finales de agosto de 1895 en la Provincia de Oriente de Cuba, en el contexto de la Guerra Necesaria (1895-1898).

## Antecedentes históricos
Ni la Guerra de los Diez Años (1868-1878), ni la Guerra Chiquita (1879-1880), habían logrado conseguir el objetivo principal que se habían propuesto quienes las iniciaron: La independencia total y definitiva de la isla de Cuba de su potencia colonial, España.
Entre 1880 y 1895, Cuba se adentra en el período de su historia que ha pasado a ser conocido como la Tregua Fecunda, también conocido como el “Reposo turbulento”, pues fue una época de relativa paz y prosperidad económica en la colonia, aunque matizada por levantamientos e insurrecciones intermitentes, que no lograron consolidarse lo suficiente como para ser considerados como nuevas guerras de independencia.

## Contexto histórico
Una vez iniciada la década de 1890, los cubanos exiliados o emigrados, en su mayoría establecidos en los Estados Unidos, comienzan a agruparse en torno a la figura, cada vez más prominente, de José Martí.
En dicho contexto, se funda el Partido Revolucionario Cubano (PRC), el 10 de abril de 1892, como partido único que agrupaba a todos los cubanos y no-cubanos que deseaban la independencia total de Cuba, con el objetivo adicional de auxiliar también la de Puerto Rico.
Con Martí como Delegado (Jefe) del Partido, se decide nombrar a los generales Máximo Gómez y Antonio Maceo, como jefes primero y segundo, respectivamente, de la futura tercera guerra de independencia cubana que se estaba planeando. Esto ocurrió en 1893.
Ya para finales de 1894, todas las condiciones materiales y organizativas parecían estar bien preparadas, tanto dentro como fuera de la isla, para dar inicio a la nueva guerra. Sin embargo, el fracaso del Plan de la Fernandina, supuso un serio contratiempo para los planes independentistas cubanos.
No obstante, se decidió comenzar la guerra, con o sin condiciones propicias, el domingo 24 de febrero de 1895, un día de carnavales y fiestas populares, para sorprender desprevenidas a las autoridades coloniales españolas y facilitar el inicio de la contienda. Varios de los alzamientos planificados fracasaron, resultando en la muerte o captura de algunos jefes importantes.
Sin embargo, la guerra continuó, con el éxito de los alzamientos en las provincias de Oriente y Las Villas, pero no empezó a tomar verdadera fuerza, hasta los desembarcos de los Hermanos Maceo, Martí y Gómez en el mes de abril. Luego de muchos avatares, los Maceo, Martí y Gómez, junto a otros jefes desembarcados, lograron asumir el mando de las tropas mambisas, que cada día se iban haciendo más numerosas con la incorporación de veteranos y de nuevos reclutas.
En este contexto, dieron inicio la Primera Campaña Oriental, en los primeros días de mayo de 1895 y la Campaña Circular, en junio del mismo año. La primera, comandada por el Lugarteniente General Antonio Maceo y la segunda por el Generalísimo Máximo Gómez.

## Campaña
Mientras Mceo combatía en Oriente, Máximo Gómez había continuado hacia Camagüey. El Capitán General Arsenio Martínez Campos estaba dispuesto, por todos los medios, a impedir el acceso al jefe mambí, quien, por su parte, estaba decidido a avanzar. Aprovechando que el paso de Cabaniguán había quedado indefenso, penetró el General en Jefe el día 5 o 6 de junio, cruzando el río Jobabo con la clara intención de levantar en armas la provincia.
Una vez en la región agramontna, dio inicio a la Campaña Circular, vertiginosa sucesión de acciones combativas en torno a Puerto Príncipe, que puso en pie de guerra el territorio y se extendió hasta el 10 de octubre de ese año. En una primera etapa, su accionar tuvo como objetivo atraer a la juventud camagueyana y extender la guerra hasta la Trocha de Júcaro a Morón. En la segunda, consolidar la guerra en Camagüey, conservar la iniciativa y acopiar caballos y pertrechos, así como organizar las tropas que permanecerían en la provincia, a la vez que seleccionar, equipar y entrenar las que integrarían el contingente invasor.
El humo y las llamas eran la marca de Gómez, quien no empeñaba ninguna acción de envergadura y, sin embargo, traía en jaque a los hispanos. En esta campaña se destacaron las acciones de Alta Gracia, La Ceja, El Mulato, La Larga, San Jerónimo, Cascorro, San Miguel de Nuevitas, Guáimaro, Jobabo y Jimaguayú. La campaña, encabezada por el Generalísimo Máximo Gómez, duró cuatro meses y resultó victoriosa para los cubanos.

## Consecuencias
La victoria de esta importante campaña militar tuvo como consecuencia, conjuntamente con la Primera Campaña Oriental de Antonio Maceo, la rápida consolidación de las fuerzas cubanas en la guerra que se iniciaba, así como la consecución de importantes victorias militares, la incorporación de gran cantidad de combatientes a las filas mambisas y la obtención de nuevas armas y municiones.
Tras la conclusión exitosa de ambas campañas militares, tuvo lugar la Asamblea de Jimaguayú, en septiembre de 1895, en la cual se constituyó nuevamente el Gobierno de la República de Cuba en Armas (que había sido disuelto al final de la Guerra de los Diez Años, en 1878), con lo cual se dotó de aparato político y judicial a la Revolución.
- Datos: Q60827082